# تاكاتوشي ماتسوموتو
تاكاتوشي ماتسوموتو (باليابانية: 松本 昂聡) (5 سبتمبر 1983 في طوكيو في اليابان – )؛ هو لاعب كرة قدم ياباني سابق كان يلعب كمدافع.

## وصلات خارجية
- تاكاتوشي ماتسوموتو على موقع رابطة كرة القدم اليابانية للمحترفين (اليابانية)
- تاكاتوشي ماتسوموتو على موقع Soccerway.com (الإنجليزية)
- تاكاتوشي ماتسوموتو على موقع عالم كرة القدم.نت (الإنجليزية)